# Эль-Гиза (мухафаза)
Эль-Ги́за (Гиза) (араб. الجيزة‎) — мухафаза в Арабской Республике Египет. Административный центр — город Эль-Гиза. Расположена в центральной части страны, к юго-востоку от Каира. Занимает площадь 85 153 км². Население составляет 6 272 571 человек (2013).
В апреле 2008 года из территории мухафазы была выделена новая мухафаза 6 октября. В марте 2011 года мухафаза 6 октября была упразднена, и мухафаза Эль-Гиза вернулась к своим прежним границам.

## Административное деление
Мухафаза состоит из 10 административных центров (районов, марказов); кроме того в мухафазу входит её столица город Эль-Гиза.
Центры и города мухафазы:
- Маншат-эль-Канатыр
- Аусим
- Кирдаса
- Абу-эн-Нумрус
- Эль-Хавамидия
- Эль-Бадрашин
- Эль-Айят
- Эс-Сафф
- Атфих
- Эль-Вахат-эль-Бахария

Город Гиза делится на 7 городских округов:
- Южная Гиза
- Северная Гиза
- Эль-Дукки
- Эль-Агуза
- Эль-Имрания
- Эль-Харам (Пирамиды)
- Булак-эд-Дуктур

## Экономика
Экономика губернаторства базируется на трёх основных отраслях: сельское хозяйство, промышленность и туризм.
Возделываемые территории составляют 2,55 % от всех площадей в Египте, пригодных для выращивания культур. Хорошо развиты животноводство и птицеводство. Имеются специальные центры изучения животноводства. Ежегодное производство мяса составляет 29 819 тонн.
С сельским хозяйством тесно связана пищевая промышленность, в том числе производство молока и сыра. Также развита текстильная и химическая промышленность, металлургия, а также производство электронных приборов. Кроме крупной промышленной зоны на трассе Каир — Александрия, имеется ещё ряд новых промышленных зон.
В мухафазе разрабатывают песок, глину, известняк, базальт, алебастр.

## Туризм
Туристический сектор Гизы составляет 12,43 % от всего туристического сектора в Египте. Ежегодно в отелях Гизы бронируется 598 642 человеко-ночей. По этим показателям мухафаза занимает 4-е место среди всех мухафаз Египта.

### Туристические достопримечательности
На территории мухафазы находятся такие памятники мировой культуры, как Пирамиды Гизы, Сфинкс, Мемфисский некрополь в Саккаре, Дахшур, Деревня фараонов. Среди других достопримечательностей:
- Зоопарк
- Оазисы
- Церковь св. Георгия на улице Мурад
- Коптская церковь св. Марка
- Публичная библиотека Мубарака
- Египетский сельскохозяйственный музей
- Биркаш

## Известные жители, уроженцы
- Фуад I — султан и первый король независимого Египта.